# Lee Smith (nhà dựng phim)
Lee Smith (sinh năm 1960) là một nhà dựng phim người Úc làm việc trong ngành công nghiệp điện ảnh kể từ thập niên 1980. Ông khởi nghiệp điện ảnh trong vai trò biên tập âm thanh trong những bộ phim như Dead Calm (1989), The Piano (1993), The Portrait of a Lady (1996) và Holy Smoke! (1999). Trong thời gian nghỉ ông bắt đầu công việc dựng những bộ phim như RoboCop 2 (1990). Ông còn là nhà dựng phim cho tất cả các tác phẩm điện ảnh của Christopher Nolan kể từ Batman Begins (2005). Năm 2017 ông đã giành giải Oscar cho dựng phim xuất sắc nhất cho bộ phim Cuộc di tản Dunkirk của Nolan.

## Danh sách phim
| Năm  | Tác phẩm                                        | Đạo diễn              | Ghi chú |
| ---- | ----------------------------------------------- | --------------------- | --- |
| 1986 | Dead End Drive-In                               | Brian Trenchard-Smith | |
| 1987 | Howling III                                     | Philippe Mora         | |
| 1989 | Communion                                       | Philippe Mora         | |
| 1990 | RoboCop 2                                       | Irvin Kershner        | |
| 1992 | Blinky Bill: The Mischievous Koala              | Yoram Gross           | |
| 1992 | Turtle Beach                                    | Stephen Wallace       | |
| 1993 | Fearless                                        | Peter Weir            | |
| 1998 | The Truman Show                                 | Peter Weir            | |
| 1999 | Two Hands                                       | Gregor Jordan         | Giải AACTA cho dựng phim xuất sắc nhất |
| 2001 | Risk                                            | Alan White            | |
| 2001 | Buffalo Soldiers                                | Gregor Jordan         | |
| 2002 | Black and White                                 | Craig Lahiff          | |
| 2003 | The Rage in Placid Lake                         | Tony McNamara         | |
| 2003 | Master and Commander: The Far Side of the World | Peter Weir            | Đề cử—Giải Oscar cho dựng phim xuất sắc nhất Đề cử—Giải Vệ Tinh cho dựng phim xuất sắc nhất |
| 2005 | Batman Begins                                   | Christopher Nolan     | |
| 2006 | The Prestige                                    | Christopher Nolan     | |
| 2008 | Kỵ sĩ bóng đêm                                  | Christopher Nolan     | Awards Circuit Community Awards cho dựng phim xuất sắc nhất International Online Cinema Awards cho dựng phim xuất sắc nhất Gold Derby Awards cho dựng phim xuất sắc nhất Hollywood Post Alliance cho dựng phim xuất sắc nhất Đề cử—Giải Oscar cho dựng phim xuất sắc nhất Đề cử—ACE Eddie cho Dựng phim điện ảnh chính kịch xuất sắc nhất Đề cử—Giải BAFTA cho dựng phim xuất sắc nhất Đề cử—Giải Vệ Tinh cho dựng phim xuất sắc nhất Awards Circuit Community Awards cho dựng phim xuất sắc nhất Đề cử—International Cinephile Society Awards cho dựng phim xuất sắc nhất |
| 2010 | The Way Back                                    | Peter Weir            | |
| 2010 | Inception                                       | Christopher Nolan     | Giải BFCA cho cho dựng phim xuất sắc nhất Las Vegas Film Critics Society Awards cho dựng phim xuất sắc nhất Online Film Critics Society Award for Best Editing Phoenix Film Critics Society Award cho dựng phim xuất sắc nhất CinEuphoria Awards cho dựng phim xuất sắc nhất Hollywood Post Alliance cho dựng phim xuất sắc nhất Gold Derby Awards cho dựng phim xuất sắc nhất Đề cử—ACE Eddie cho dựng phim điện ảnh chính kịch xuất sắc nhất Đề cử—Giải BAFTA cho dựng phim xuất sắc nhất Đề cử—Giải Vệ Tinh cho cho dựng phim xuất sắc nhất Đề cử—Alliance of Women Film Journalists cho dựng phim xuất sắc nhất Đề cử – Awards Circuit Community Awards cho dựng phim xuất sắc nhất Đề cử — Boston Society of Film Critics Awards cho dựng phim xuất sắc nhất Đề cử — International Cinephile Society Awards cho dựng phim xuất sắc nhất Đề cử – International Online Cinema Awards cho dựng phim xuất sắc nhất |
| 2011 | X-Men: Thế hệ thứ nhất                          | Matthew Vaughn        | |
| 2012 | Kỵ sĩ bóng đêm trỗi dậy                         | Christopher Nolan     | Đề cử — Phoenix Film Critics Society Award cho dựng phim xuất sắc nhất Đề cử – Hollywood Post Alliance cho dựng phim xuất sắc nhất Đề cử – Awards Circuit Community Awards cho dựng phim xuất sắc nhất |
| 2013 | Kỷ nguyên Elysium                               | Neill Blomkamp        | |
| 2013 | Cuộc đấu của Ender                              | Gavin Hood            | |
| 2014 | Hố đen tử thần                                  | Christopher Nolan     | Đề cử – Giải Sao Thổ cho dựng phim xuất sắc nhất Đề cử – Hollywood Post Alliance cho dựng phim xuất sắc nhất Đề cử – Broadcast Film Critics Association Award cho dựng phim xuất sắc nhất Đề cử – Gold Derby Awards cho dựng phim xuất sắc nhất Đề cử – Phoenix Film Critics Society Awards cho dựng phim xuất sắc nhất Đề cử – Washington D.C. Area Film Critics Association cho dựng phim xuất sắc nhất |
| 2015 | Spectre                                         | Sam Mendes            | |
| 2017 | Cuộc di tản Dunkirk                             | Christopher Nolan     | Giải Oscar cho dựng phim xuất sắc nhất Alliance of Women Film Journalists for Best Editing ACE Eddie cho Dựng phim điện ảnh chính kịch xuất sắc nhất Giải CCM cho dựng phim xuất sắc nhất Boston Online Film Critics Association dựng phim xuất sắc nhất Los Angeles Film Critics Association Awards cho dựng phim xuất sắc nhất Online Film Critics Society cho dựng phim xuất sắc nhất Hollywood Professional Association cho dựng phim xuất sắc nhất Hollywood Post Alliance cho dựng phim xuất sắc nhất Seattle Film Critics Awards cho dựng phim xuất sắc nhất Đề cử — Giải BAFTA cho dựng phim xuất sắc nhất Đề cử — Giải Vệ tinh cho dựng phim xuất sắc nhất Đề cử – Washington D.C. Area Film Critics Association cho dựng phim xuất sắc nhất Đề cử – San Francisco Film Critics Circle cho dựng phim xuất sắc nhất Đề cử– San Diego Film Critics Society Award for cho dựng phim xuất sắc nhất Đề cử– Chicago Film Critics Association Award cho dựng phim xuất sắc nhất Đề cử – St. Louis Film Critics Association |
| 2019 | Dark Phoenix                                    | Simon Kinberg         | |